# Наталија Гончарова (одбојкашица)
Наталија Олеговна Гончарова (рус. Наталья Олеговна Гончарова), од 2012. до 2016. презивала се Обмочајева, руска је одбојкашица. Са репрезентацијом Русије освојила је златне медаље на светском првенству 2010, универзијади 2013. и на европским првенствима 2013. и 2015. Игра на позицији коректора.

## Биографија
Рођена је у месту Сколе у Лавовској области у Украјини. Одбојку је почела да игра у Ивано-Франкивску, где се преселила са својом породицом. Први тренер јој је био Пјотр Погребеник. У првенству Украјине наступала је за екипе „Регина“ из Ровна и „Университет“ из Ивано-Франкивска. Тада је наступала и за јуниорску и омладинску репрезентацију Украјине. Године 2005. освојила је златну медаљу на првенству Европе за кадеткиње, док је 2006. са репрезентацијом Украјине била трећа на првенству Европе за омладинке. 
Године 2007. почела је да наступа за московски „Динамо“, с којим је постала првакиња Русије 2009, док је 2010, 2011, 2012, и 2013. била друга. Са „Динамом“ је освојила Куп Русије 2009. и 2011, и била је финалиста Лиге шампиона 2009. године. 
Од 2012. до јануара 2016. била је у браку са играчем „Зенита“ из Казања и некадашњим репрезентативцем Русије Алексејем Обмочајевим.

## Репрезентативна каријера
Средином 2010. стекла је право да наступа за репрезентацију Русије, с обзиром да се раније такмичила за Украјину, за коју је последњи пут наступала у новембру 2007. током квалификација за Олимпијске игре. Селектор Русије Владимир Кузјуткин уврстио ју је у екипу за турнир „Монтре волеј мастерс“. У јулу 2010. са репрезентацијом Русије освојила је Куп Јељцина а у новембру исте године и светско првенство у Јапану. У јулу 2013. освојила је злато на Универзијади, док је у септембру исте године постала европска првакиња са репрезентацијом Русије. 